# 愛と死と (映画)
『愛と死と』（La Vie, l’Amour, la Mort）は、1969年に公開されたフランスの映画。監督はクロード・ルルーシュ。

## キャスト
- フランソワ：アミドウ（フランス語版）（吹替：徳丸完）
- カロリーヌ：カロリーヌ・セリエ（フランス語版）（吹替：二木てるみ）
- ジャンヌ：ジャニーヌ・マニャン（フランス語版）（吹替：武藤礼子）
- コミッショナー：マルセル・ボズフィ（フランス語版）

以下は本人役でのカメオ出演
- ロベール・オッセン
- アニー・ジラルド
- マヌエル・ベニテス

※日本語吹替：テレビ版・初回放送1976年7月4日『日曜洋画劇場』